# Saison 2011-2012 du Sporting Club de Bastia
Dernière mise à jour : 6 octobre 2011.
Chronologie
Saison précédente Saison suivante
La saison 2011-2012 du Sporting Club de Bastia signe le retour du club en Ligue 2 après une saison passée en National (3e division). 

## Parcours du SC Bastia

### Parcours en Championnat
Le club retrouvera en fin de saison l'élite, finissant leader du championnat avec 71 points. Le titre de Champion de Ligue 2 est officialisé à la suite de la victoire 3-0 face à Metz lors de la 35e journée. Durant cette saison, à domicile, Bastia a marqué lors de tous les matchs et n'en a perdu aucun.

### Parcours en Coupe
Son parcours en Coupe de la Ligue sera bref, en effet Bastia perd dès le 1er tour face à Istres (3-2) au Stade Parsemain. En coupe de France, Bastia débutera au 7e tour de la Coupe de France. Au 7e et 8e tour, Bastia élimine respectivement La Seyne sur Mer (0-8) et le CS Louhans-Cuiseaux (0-4). Les 32e de finale s'annoncent plus compliqués car le Sporting affronte un Club de Ligue 1, le FC Sochaux-Montbéliard. Les Bastiais s'en sortiront brillamment, battant leur adversaire 4-1 dans un Furiani en feu. Le parcours des Bastais se terminera en 16e de finale où le Sporting s'inclinera 3-1 à Valenciennes.

## Effectif professionnel

### Buteurs (toutes compétitions)
(à jour après le match Bastia 4-1 Tours, le 20 décembre 2011)
| Rang | Joueur            | Ligue 2 | C. de France | C. de la Ligue | Total |
| ---- | ----------------- | ------- | ------------ | -------------- | ----- |
| 1    | Toifilou Maoulida | 6       | 4            | 0              | 10    |
| 2    | Sadio Diallo      | 5       | 1            | 1              | 7     |
| 2    | David Suarez      | 4       | 3            | 0              | 7     |
| 4    | Wahbi Khazri      | 5       | 0            | 0              | 5     |
| 5    | Jérémy Choplin    | 3       | 0            | 0              | 3     |
| 5    | Ludovic Genest    | 2       | 1            | 0              | 3     |
| 5    | Matthieu Sans     | 1       | 1            | 1              | 3     |
| 8    | Yassin El-Azzouzi | 1       | 0            | 0              | 1     |
| 8    | Féthi Harek       | 1       | 0            | 0              | 1     |
| 8    | Gaël Angoula      | 0       | 1            | 0              | 1     |
| 8    | Salim Moizini     | 0       | 1            | 0              | 1     |
| 8    | François Marque   | 1       | 0            | 0              | 1     |

(Les chiffres ci-dessus ne sont valables que pour les matchs officiels)

## Recrutement

### Arrivées
| Joueur            | Nationalité | Âge | Poste     | Type de transfert | Durée        | Indemnité | Période       | Provenance                    |
| ----------------- | ----------- | --- | --------- | ----------------- | ------------ | --------- | ------------- | ----------------------------- |
| Jérôme Rothen     | France      | 33  | Milieu    | Achat             | 2 ans (2013) | Gratuit   | Mercato d'été | Libre                         |
| Ludovic Genest    | France      | 23  | Attaquant | Achat             | 2 ans (2013) | Gratuit   | Mercato d'été | Stade lavallois (Ligue 2)     |
| Florian Thauvin   | France      | 18  | Attaquant | Achat             | 3 ans (2014) | Gratuit   | Mercato d'été | Grenoble Foot 38 (CFA 2)      |
| François Marque   | France      | 28  | Défenseur | Achat             | 2 ans (2013) | Gratuit   | Mercato d'été | Grenoble Foot 38 (CFA 2)      |
| Toifilou Maoulida | France      | 32  | Attaquant | Achat             | 2 ans (2013) | Gratuit   | Mercato d'été | Racing Club de Lens (Ligue 2) |

### Départs
| Joueur              | Nationalité   | Âge | Poste     | Type de transfert      | Durée        | Indemnité       | Période       | Destination                     |
| ------------------- | ------------- | --- | --------- | ---------------------- | ------------ | --------------- | ------------- | ------------------------------- |
| Jean-Jacques Rocchi | France        | 22  | Milieu    | Fin de contrat         | -            | -               | Mercato d'été | libre                           |
| Alexandre Garcia    | France        | 23  | Attaquant | Fin de contrat         | -            | -               | Mercato d'été | Fréjus/St-Raphaël (National)    |
| Serisay Barthélémy  | France        | 27  | Milieu    | Fin de contrat         | -            | -               | Mercato d'été | AS Cannes (National)            |
| Johan Martial       | France        | 20  | Défenseur | Transfert définitif    | 4 ans (2015) | 0,8 million d'€ | Mercato d'été | Stade brestois (Ligue 1)        |
| Guy Niangbo         | Côte d'Ivoire | 25  | Attaquant | Résiliation de contrat | -            | -               | Mercato d'été | libre                           |
| Idrissa Sylla       | Guinée        | 21  | Attaquant | Retour de prêt         | -            | -               | Mercato d'été | Le Mans Football Club (Ligue 2) |

## Les rencontres de la saison

### Matches amicaux
| Date       | Adversaire     | Division | Lieu                   | Score | Buteurs                                                   |
| 29 juin    | GFCO Ajaccio   | N        | Stade Santos-Manfredi  | 2-2   | Suarez 22e, Khazri 50e                                    |
| 6 juillet  | FCA Calvi      | CFA      | Complexe San-Francesco | 5-0   | Khazri 32e, El-Azzouzi 50e, 55e, Robail 65e, Mustivar 78e |
| 9 juillet  | Stade brestois | L1       | Stade de Samoëns       | 1-1   | Genest 36e                                                |
| 12 juillet | Évian TG FC    | L1       | Stade de Sallanches    | 0-3   |                                                           |
| 15 juillet | FC Nantes      | L2       | Stade de Sallanches    | 4-0   | Mary 3e, Suarez 50e, Moizini 65e, El-Azzouzi 82e          |

### En Ligue 2
| Date       | J.     | Adversaire           | Lieu                                        | Score | Buteurs                                                         |
| ---------- | ------ | -------------------- | ------------------------------------------- | ----- | --------------------------------------------------------------- |
| 29/07/2011 | 1re J. | FC Istres            | Stade Armand-Cesari, Furiani                | 3-1   | Khazri 19e, Suarez 61e (pen.), 90e (pen.)                       |
| 05/08/2011 | 2e J.  | FC Nantes            | Stade de la Beaujoire, Nantes               | 0-2   | Khazri 61e, Suarez 65e                                          |
| 12/08/2011 | 3e J.  | Le Mans FC           | Stade Armand-Cesari, Furiani                | 1-0   | Choplin 59e                                                     |
| 19/08/2011 | 4e J.  | Le Havre AC          | Stade Jules-Deschaseaux, Le Havre           | 2-0   |                                                                 |
| 26/08/2011 | 5e J.  | Clermont Foot        | Stade Armand-Cesari, Furiani                | 1-1   | Suarez 38e (pen.)                                               |
| 09/09/2011 | 6e J.  | ES Troyes AC         | Stade de l'Aube, Troyes                     | 1-0   |                                                                 |
| 16/09/2011 | 7e J.  | AS Monaco            | Stade Armand-Cesari, Furiani                | 1-1   | Maoulida 39e                                                    |
| 20/09/2011 | 8e J.  | Stade de Reims       | Stade Auguste-Delaune, Reims                | 1-0   |                                                                 |
| 23/09/2011 | 9e J.  | Angers SCO           | Stade Armand-Cesari, Furiani                | 3-1   | Diallo 7e, Genest 26e, El-Azzouzi 77e                           |
| 03/10/2011 | 10e J. | US Boulogne CO       | Stade de la Libération, Boulogne-sur-Mer    | 1-3   | Harek 21e, Choplin 65e, Diallo 89e                              |
| 15/10/2011 | 11e J. | RC Lens              | Stade Armand-Cesari, Furiani                | 2-2   | Maoulida 45e, Diallo 83e                                        |
| 21/10/2011 | 12e J. | Amiens SC            | Stade de la Licorne, Amiens                 | 1-1   | Sans 30e                                                        |
| 28/10/2011 | 13e J. | AC Arles-Avignon     | Stade Dominique-Duvauchelle, Créteil        | 3-0   | Genest 20e, Khazri 36e, 79e                                     |
| 05/11/2011 | 14e J. | Stade lavallois      | Stade Francis-Le-Basser, Laval              | 1-0   |                                                                 |
| 25/11/2011 | 15e J. | En Avant de Guingamp | Stade du Roudourou, Guingamp                | 1-1   | Maoulida 14e                                                    |
| 02/12/2011 | 16e J. | CS Sedan             | Stade Armand-Cesari, Furiani                | 2-2   | Khazri 45e, Marque 90+4e                                        |
| 16/12/2011 | 17e J. | LB Châteauroux       | Stade Gaston-Petit, Châteauroux             | 0-2   | Diallo 74e, Maoulida 79e                                        |
| 20/12/2011 | 18e J. | Tours FC             | Stade Armand-Cesari, Furiani                | 4-1   | Choplin 21e, Maoulida 26e, 72e, Diallo 49e                      |
| 14/01/2012 | 19e J. | FC Metz              | Stade Saint-Symphorien, Longeville-lès-Metz | 0-1   | Maoulida 90e                                                    |
| 18/01/2012 | 20e J. | Le Havre AC          | Stade Armand-Cesari, Furiani                | 1-0   | Rothen 82e                                                      |
| 28/01/2012 | 21e J. | Clermont Foot        | Stade Gabriel-Montpied, Clermont-Ferrand    | 2-1   | Maoulida 23e                                                    |
| 04/02/2012 | 22e J. | ES Troyes AC         | Stade Armand-Cesari, Furiani                | 5-1   | Suarez 11e (pen.), Maoulida 14e, El-Azzouzi 55e, 80e, Harek 81e |
| 11/02/2012 | 23e J. | AS Monaco            | Stade Louis-II, Monaco                      | 0-1   | Diallo 86e                                                      |
| 17/02/2012 | 24e J. | Stade de Reims       | Stade Armand-Cesari, Furiani                | 1-0   | Khazri 90+1e                                                    |
| 24/02/2012 | 25e J. | Angers SCO           | Stade Jean-Bouin, Angers                    | 1-1   | El-Azzouzi 60e                                                  |
| 02/03/2012 | 26e J. | US Boulogne CO       | Stade Armand-Cesari, Furiani                | 2-0   | El-Azzouzi 54e, 66e                                             |
| 12/03/2012 | 27e J. | RC Lens              | Stade Félix-Bollaert, Lens                  | 1-3   | El-Azzouzi 47e, Rothen 55e (pen.), Maoulida 58e                 |
| 16/03/2012 | 28e J. | Amiens SC            | Stade Armand-Cesari, Furiani                | 2-1   | Rothen 17e, Mienniel 39e (csc)                                  |
| 23/03/2012 | 29e J. | AC Arles-Avignon     | Parc des Sports, Avignon                    | 0-0   |                                                                 |
| 30/03/2012 | 30e J. | Stade lavallois      | Stade Armand-Cesari, Furiani                | 3-2   | Suarez 18e 61e, Maoulida 32e                                    |
| 06/04/2012 | 31e J. | En Avant de Guingamp | Stade Armand-Cesari, Furiani                | 3-1   | Khazri 15e 82e, Suarez 71e                                      |
| 13/04/2012 | 32e J. | CS Sedan             | Stade Louis-Dugauguez, Sedan                | 2-0   |                                                                 |
| 23/04/2012 | 33e J. | LB Châteauroux       | Stade Armand-Cesari, Furiani                | 2-1   | Khazri 18e, Maoulida 39e                                        |
| 27/04/2012 | 34e J. | Tours FC             | Stade de la Vallée du Cher, Tours           | 2-1   | El-Azzouzi 71e                                                  |
| 01/05/2012 | 35e J. | FC Metz              | Stade Armand-Cesari, Furiani                | 3-0   | Diallo 29e 35e, Maoulida 68e                                    |
| 04/05/2012 | 36e J. | Le Mans FC           | MMArena, Le Mans                            | 3-0   |                                                                 |
| 11/05/2012 | 37e J. | FC Nantes            | Stade Armand-Cesari, Furiani                | 2-1   | Rothen 40e, Suarez 45e                                          |
| 18/05/2012 | 38e J. | FC Istres            | Stade Parsemain, Fos-sur-Mer                | 1-0   |                                                                 |

### En Coupe de la Ligue
| Date       | J.       | Adversaire     | Lieu                         | Score | Buteurs              |
| ---------- | -------- | -------------- | ---------------------------- | ----- | -------------------- |
| 22/07/2011 | 1er tour | FC Istres (L2) | Stade Parsemain, Fos-sur-Mer | 3-2   | Diallo 26e, Sans 29e |

### En Coupe de France
| Date       | J.      | Adversaire                 | Lieu                             | Score | Buteurs                                                                    |
| ---------- | ------- | -------------------------- | -------------------------------- | ----- | -------------------------------------------------------------------------- |
| 19/11/2011 | 7e tour | FC Seynois (District)      | Stade de Bon Rencontre, Toulon   | 0-8   | Maoulida 8e, 11e, Angoula 30e, Suarez 33e, 79e, 90e, Moizini 63e, Sans 75e |
| 12/12/2011 | 8e tour | CS Louhans-Cuiseaux (CFA2) | Parc des sports du Bram, Louhans | 0-4   | Maoulida 44e, 74e, Diallo 81e, Genest 90+3e                                |
| 7/01/2012  | 32e     | FC Sochaux (L1)            | Stade Armand-Cesari, Furiani     | 4-1   | Choplin 1re, Suarez 14e, 71e, Khazri 74e                                   |
| 22/01/2012 | 16e     | Valenciennes FC (L1)       | Stade du Hainaut, Valenciennes   | 3-1   | Rothen 26e (pen.)                                                          |